# Manoa Masi
Manoa Masi (Suva, 18 augustus 1978) is een voormalige Fijisch voetballer die bij voorkeur als middenvelder speelt.
Op 25 september 1998 in de uitwedstrijd tegen Australië maakte Masi zijn debuut voor Fiji voetbalelftal. Hij begon in basis en hij speelde hele wedstrijd mee, de wedstrijd ging verloren met 3-1. Hij heeft 13 wedstrijden gespeeld en 3 doelpunten gescoord voor zijn nationale ploeg. Hij maakte deel uit van de selectie voor het voetbaltoernooi op Beker van Melanesië in 2000 en Pacific Games in 2003. Fiji won Melanesië Cup voor vijfde keer.
Masi beëindigde zijn voetbalcarrière in 2008.

## Erelijst
| Nationaal           |    |      |
| Beker van Melanesië | 1x | 2000 |
| Pacific Games       | 1x | 2003 |